# جاكوب ديبواد
جاكوب ديبواد (بالنرويجية البوكمول: Jacob Dybwad)‏ هو بائع كتب نرويجي، ولد في 20 يوليو 1823 في كريستيانية في النرويج، وتوفي بنفس المكان في 4 سبتمبر 1899.